# Corrida en Amérique latine

Lois concernant la tauromachie (y compris la corrida) dans le monde.
Interdiction nationale de la tauromachie
Interdiction nationale de la tauromachie, mais certaines traditions locales désignées exemptées
Quelques interdictions infranationales sur la tauromachie
Tauromachie sans mise à mort dans l'arène légale (corrida portugaise, ou 'sans sang')
Tauromachie avec mise à mort dans l'arène légale (corrida espagnole)
Pas de données

La corrida en Amérique latine s'est implantée dans les pays où l'empreinte espagnole a été la plus ancienne et la plus forte. Au Mexique, où elle a été interdite une seule fois à partir de 1867 jusqu'aux années 1880, se trouvent les plus grandes arènes du monde à Mexico avec 50 000 places, elle a continué à se développer au Venezuela malgré l'interdiction de 1894. Elle est aussi restée très populaire au Pérou avec la feria de Lima et les Arènes d'Acho, en Colombie avec les ferias de Manizales, Cali, Carthagène des Indes et Bogota, en Équateur avec les ferias de Quito et Riobamba.
Les frontières des états d'Amérique latine n'ayant pas cessé de varier depuis le XVIe siècle, tout comme les lois autorisant pas ou interdisant la corrida, la disparition ou le maintien de la tauromachie sur ce continent dépendent, selon Jean-Baptiste Maudet : « de deux temps forts de la mondialisation occidentale : l’impérialisme ibérique, contemporain de la colonisation de l’Amérique à partir du XVIe siècle, et l’impérialisme américain, plus ou moins déguisé, qui s’affirme dès le milieu du XIXe siècle. » Par impérialisme ibérique, il faut entendre les pays colonisés par le Portugal et l'Espagne. En particulier pour le Portugal, il faut citer le Brésil, qui n'a interdit que très tardivement les courses de taureaux (le 10 septembre 1924), où elles ont continué à avoir lieu jusqu'en 1960 malgré l'interdiction.
La plupart des pays où la corrida est pratiquée possèdent des écoles taurines pour la formation complète de jeunes toreros.
Il en existe même aux États-Unis, dans les états limitrophes du Mexique, notamment en Californie où la plus célèbre est la California Academy of Tauromaquia de San Diego.

## Au Mexique

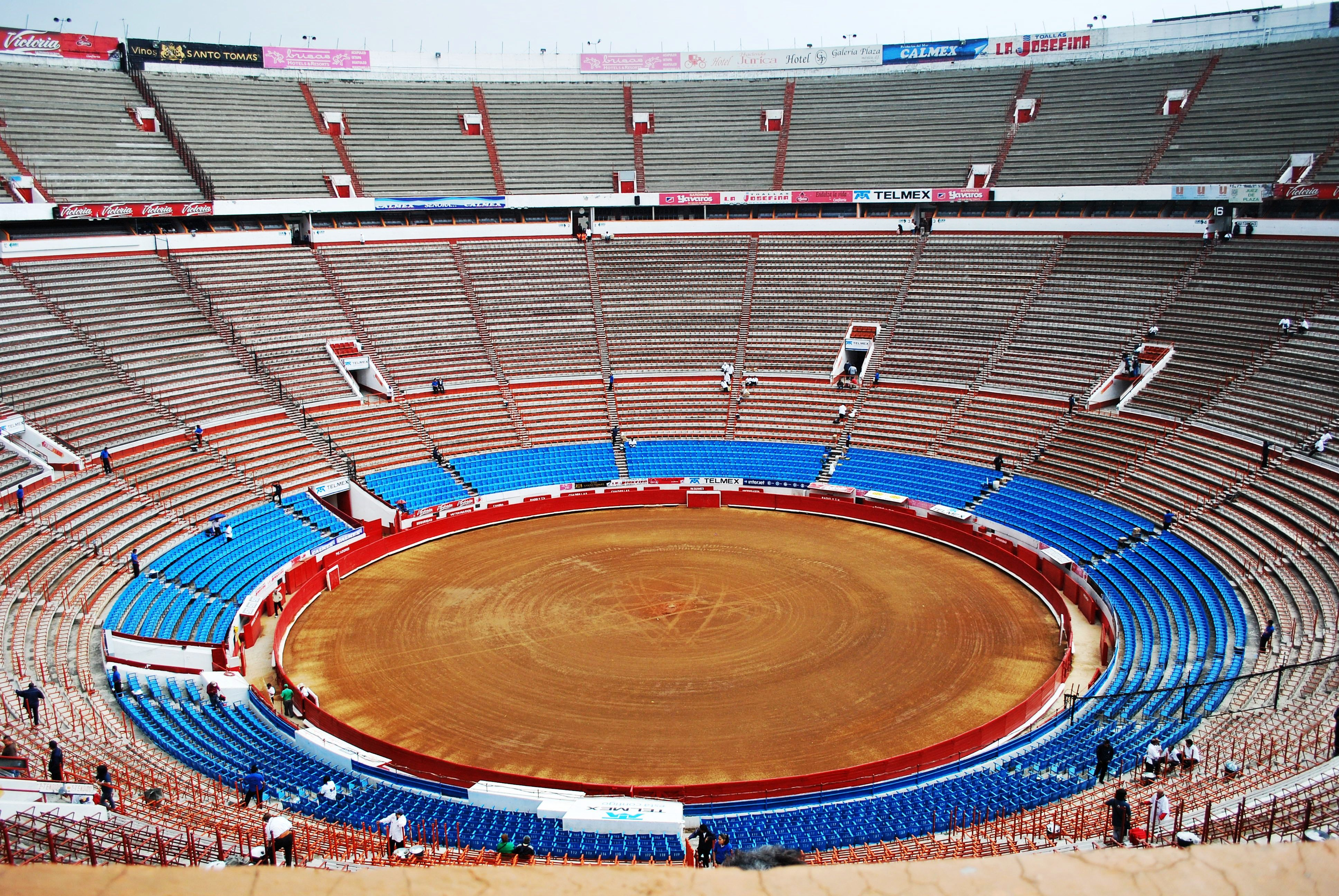
Arènes de Mexico, les plus grandes du monde.

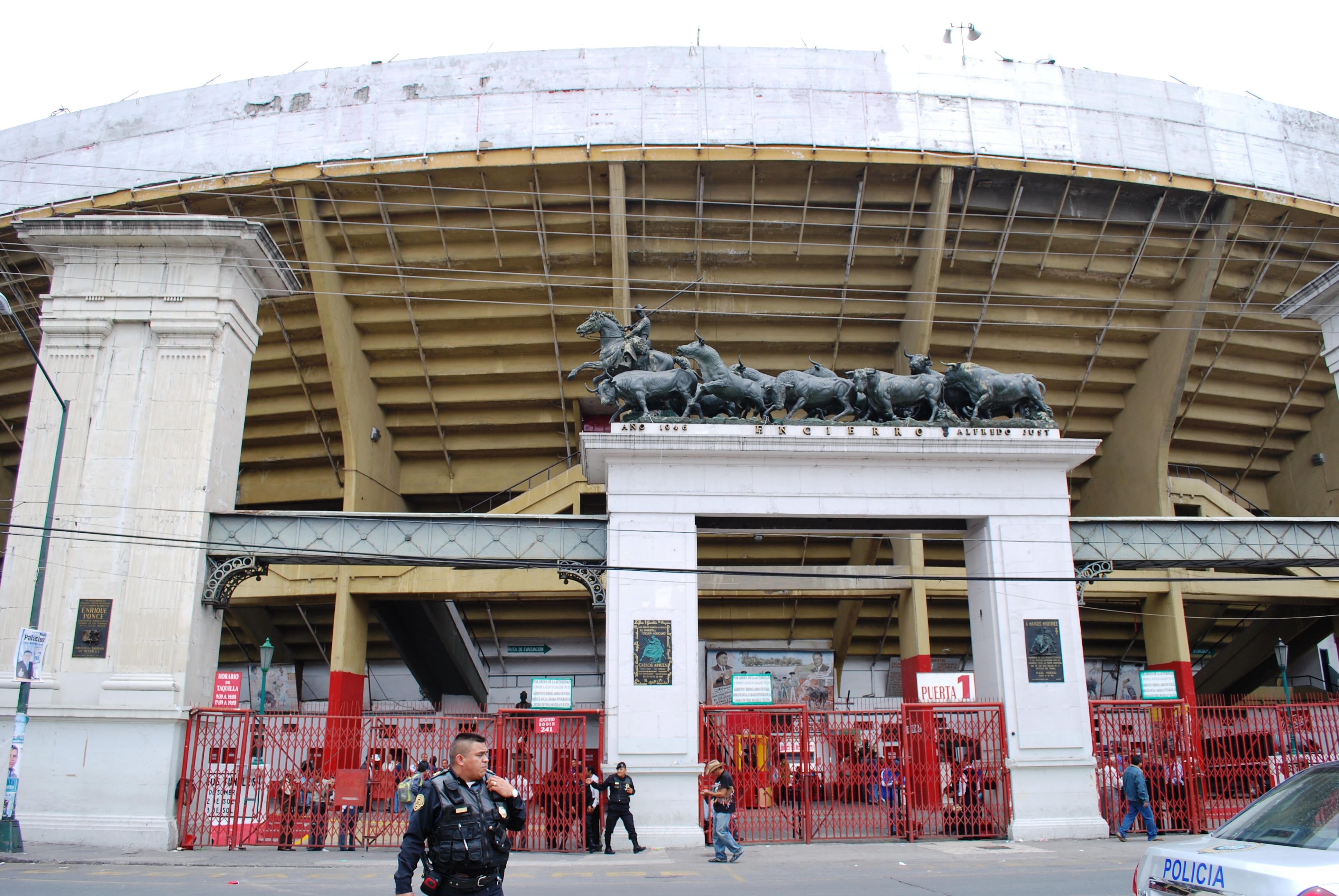
Entrée des arènes de Mexico.

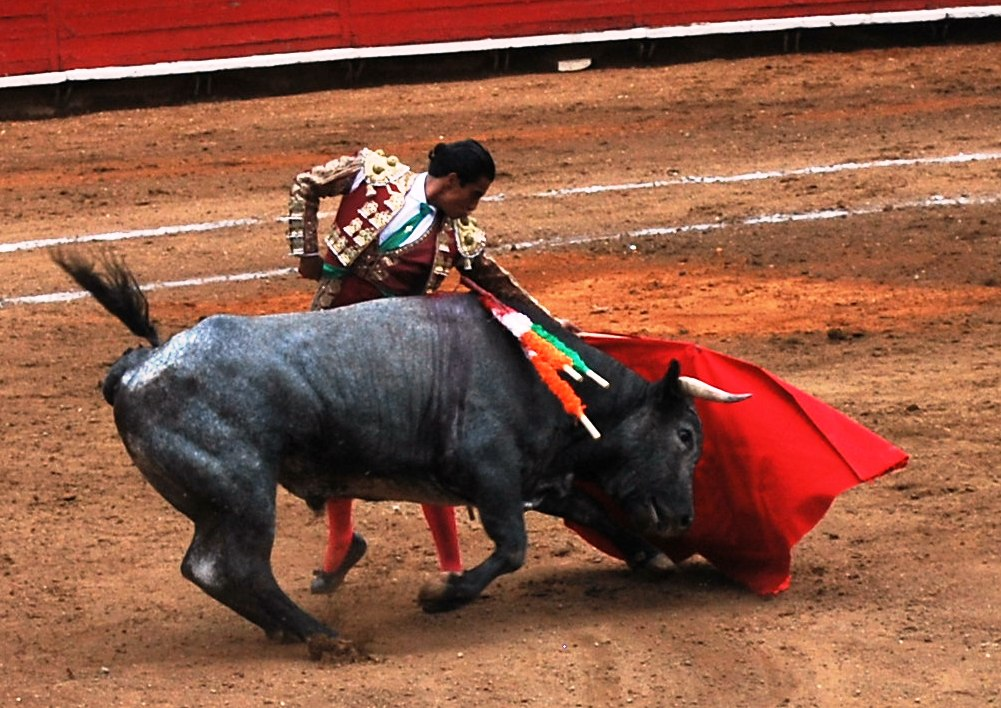
Naturelle de Jose Pedro Rodriguez Zavala dans les arènes de Mexico.

Implantée par les conquistadors le 13 août 1529, la corrida a connu le succès dès la première forme de fiesta brava, organisée avec du bétail importé d'Espagne. Les spectacles taurins, très populaires, y ont été renouvelés dès l'année suivante, dans le quartier de l'actuelle cathédrale de Mexico. Puis l'engouement a grandi, obligeant les autorités à construire d'autres plazas : plaza du Volador, de Volados, de Los Pelos, aux formes variables. À partir du XVIIIe siècle, les architectes Iniesta Bejarano et Francisco Antonio de Guerrero y Torres ont adopté des formes quadrangulaires, puis octogonales répandues dans d'autres villes (Aguascalientes, Pátzcuaro, Veracruz), jusqu'à ce que l'évolution de la corrida (nécessité d'un callejón et de burladeros) rende  plus logique la forme circulaire vers la fin du XIXe siècle-début du XXe.
La caractéristique de ces arènes est leur capacité à accueillir un très grand nombre de spectateurs : de 26 000 places en 1907, la Plaza Monumental de Mexico pouvait recevoir 46 500 personnes en 1994, 50 000 en 2003. En 2010, elle a toujours la même capacité. Dans les plus grandes villes comme Aguascalientes ou Guadalajara, les plazas ont une capacité d'environ 20 000 spectateurs tout comme  celles de Tijuana, qui a pour vocation d'attirer les touristes des États-Unis.
Comme dans toute l'Amérique latine, les taureaux du Mexique sont plus petits et plus mobiles que leurs cousins espagnols et permettent aux matadors un plus grand nombre de passes. Toute alternative prise en Europe doit être confirmée dans les arènes de Mexico.
Le Mexique a aussi attiré un certain nombre de toreros yankees, tel le texan Harper B. Lee au début du XXe siècle, cité dans toutes les encyclopédies de « Bullfighting in USA ». Il avait reçu l'alternative à Monterrey, mais il déplorait de n'être pas reconnu au Mexique même où pourtant il avait fait des émules en la personne de John Fulton. Il y a encore David Renk qui enseigne maintenant la tauromachie à la Santa Maria Bullfighting School de La Gloria, au Texas, Raquel Martinez, une californienne qui a reçu l'alternative à Tijuana en 1981 les californiens Denis Borba (1986) et Robert Ryan, ainsi que des clubs taurins disséminés de Los Angeles à New York, et qui se retrouvent dans la « National Association of Taurine Clubs of America », fondé en 1963 et dont l'activité principale consiste en des réunions devant des vidéos de corrida, des conférences, des bourses au livre. Leur bibliothèque, la Taurine Bibliophile of America, compte 1 500 titres en langue anglaise. Le torero « yankee » Sidney Franklin est sans doute celui qui a laissé le plus de trace dans l'histoire de la tauromachie américaine.
Des écrivains ont utilisé la corrida comme scène de fond pour dénoncer les conditions du sous prolétariat au Mexique. Carlos Fuentes dans son roman La Plus Limpide Région (1958) met en scène les pelados (les pauvres) qui sèment la pagaille dans leur coin d'arène à Mexico et plus tard l'anthropologue Oscar Lewis dans son étude Los hijos de Sánchez (1961), à la fois témoignage et roman, revient sur le sujet. Les deux ont soulevé l'indignation des autorités. Le livre d'Oscar Lewis a même été interdit.
Les toreros mexicains les plus célèbres des deux côtés de l'Atlantique sont Carlos Arruza, Armillita Chico, Pepe Ortiz à qui on attribue l'invention de la passe de muleta appelée « manoletina », Alberto Balderas, Carnicerito de Méjico, Eloy Cavazos, Luis Freg et Rodolfo Gaona, inventeur de la « gaonera »,,.

## Au Venezuela

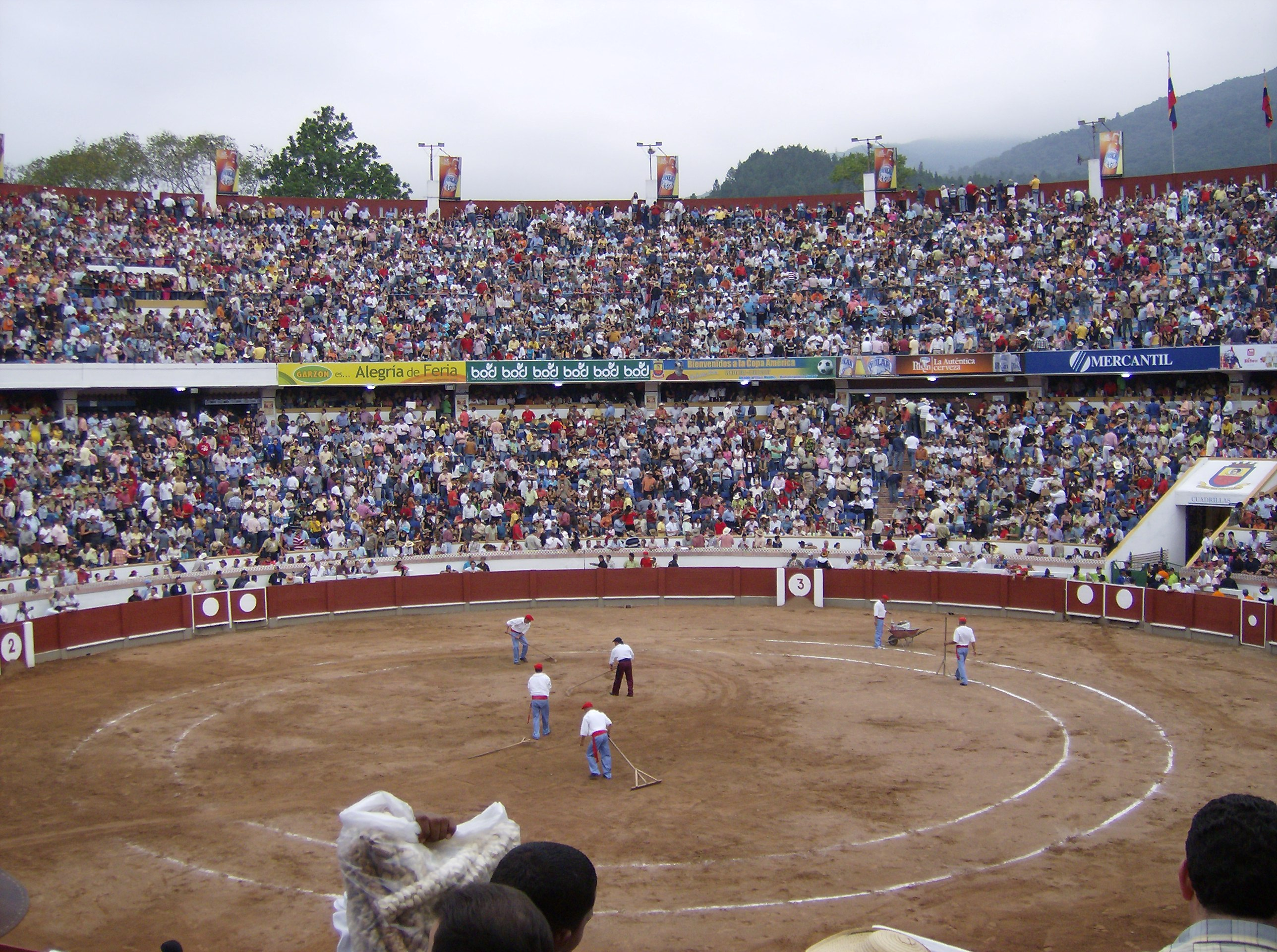
Arènes monumentales de Pueblo Nuevo Venezuela en 2007.

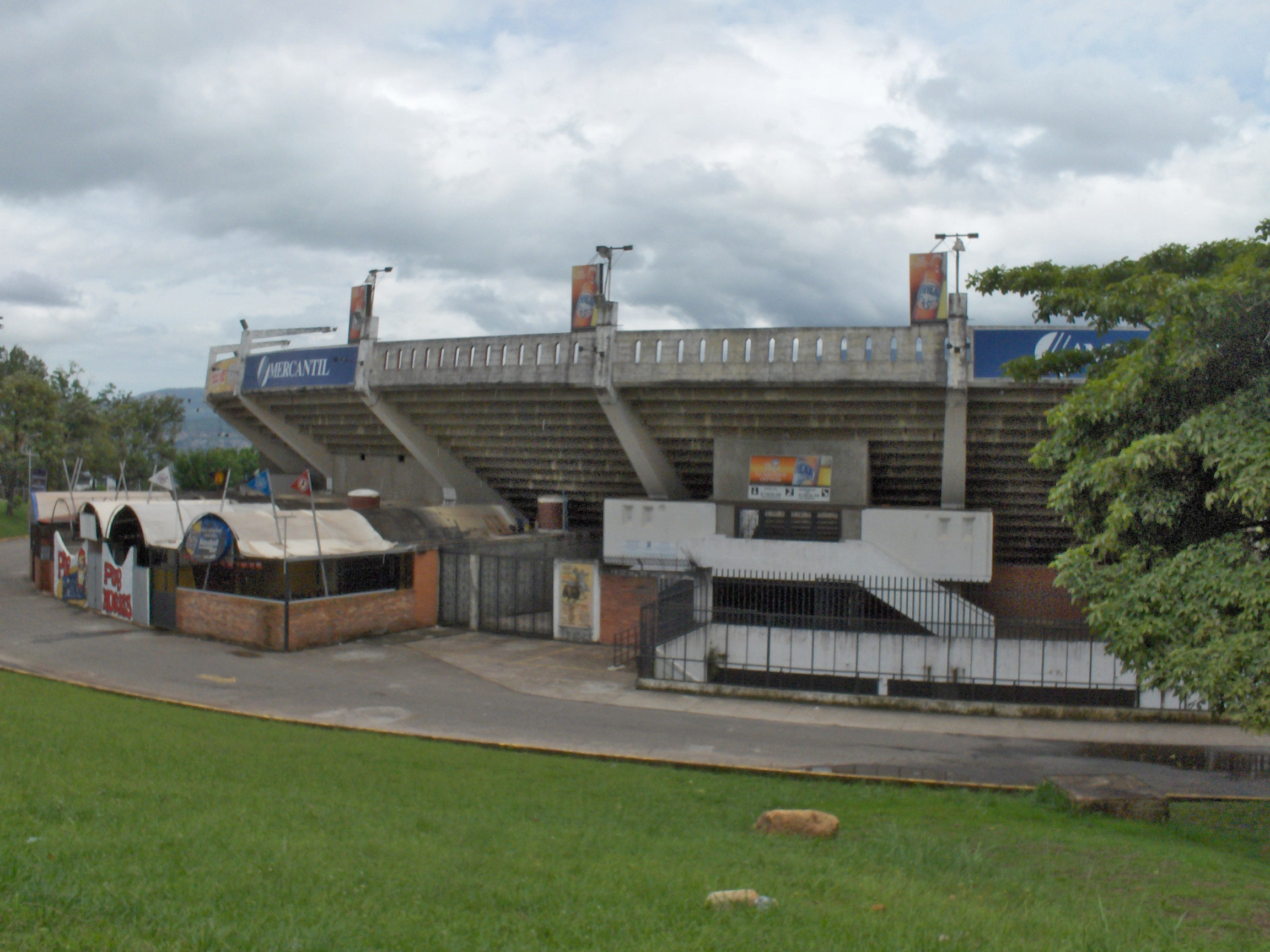
Vue extérieure des arènes de Pueblo Nuevo en 2007.

Beaucoup moins bien accueillie au Venezuela, la corrida des conquistadors importée pour la première fois le 20 janvier 1567, a mis du temps à s'implanter. On perçoit le début d'un engouement pour les fêtes de taureaux à Caracas vers 1796, date de la construction des premières arènes, puis dans d'autres villes jusqu'en 1894, date à laquelle l'interdiction de mise à mort des taureaux, et de piques, sous l'impulsion d'association protectrices d'animaux donne un coup d'arrêt à la passion taurine. Ce qui n'a pas empêché la poursuite de corridas dès 1918 et la construction à Valencia d'une Plaza Arenas de 25 000 places, à San Cristóbal une monumentale de taille égale à la précédente inaugurée en 1967, à Maracaibo une arène de 15 000 places en 1972 enfin à  Barquisimeto l'arène qui datait de 1946 fut remplacée par une nouvelle structure. L'Arène de San Cristóbal, restructurée en 1995 pour un public de 15 à 17 000 personnes continue d'accueillir des corridas très régulièrement comme le montrent les cartels de septembre 2010, en alternance avec des manifestations sportives.
La corrida continue à être pratiquée au Venezuela malgré les interdictions, mais son développement est freiné par le manque de bétail adéquat. Les vaches d'origine, importées au XVIe siècle par les conquistadors, ont transité par l'île de Hispañola(divisée ensuite en deux pays : Haïti et la République dominicaine), puis par l'île Margarita, ce qui a produit du bétail créole incapable de donner naissance à une véritable caste. D'autre part, certains éleveurs touchés par la révolution bolivarienne et par la réforme agraire de Hugo Chávez ont réduit leur activité.
Une des ferias les plus importantes se déroule à Mérida : la Feria del sol

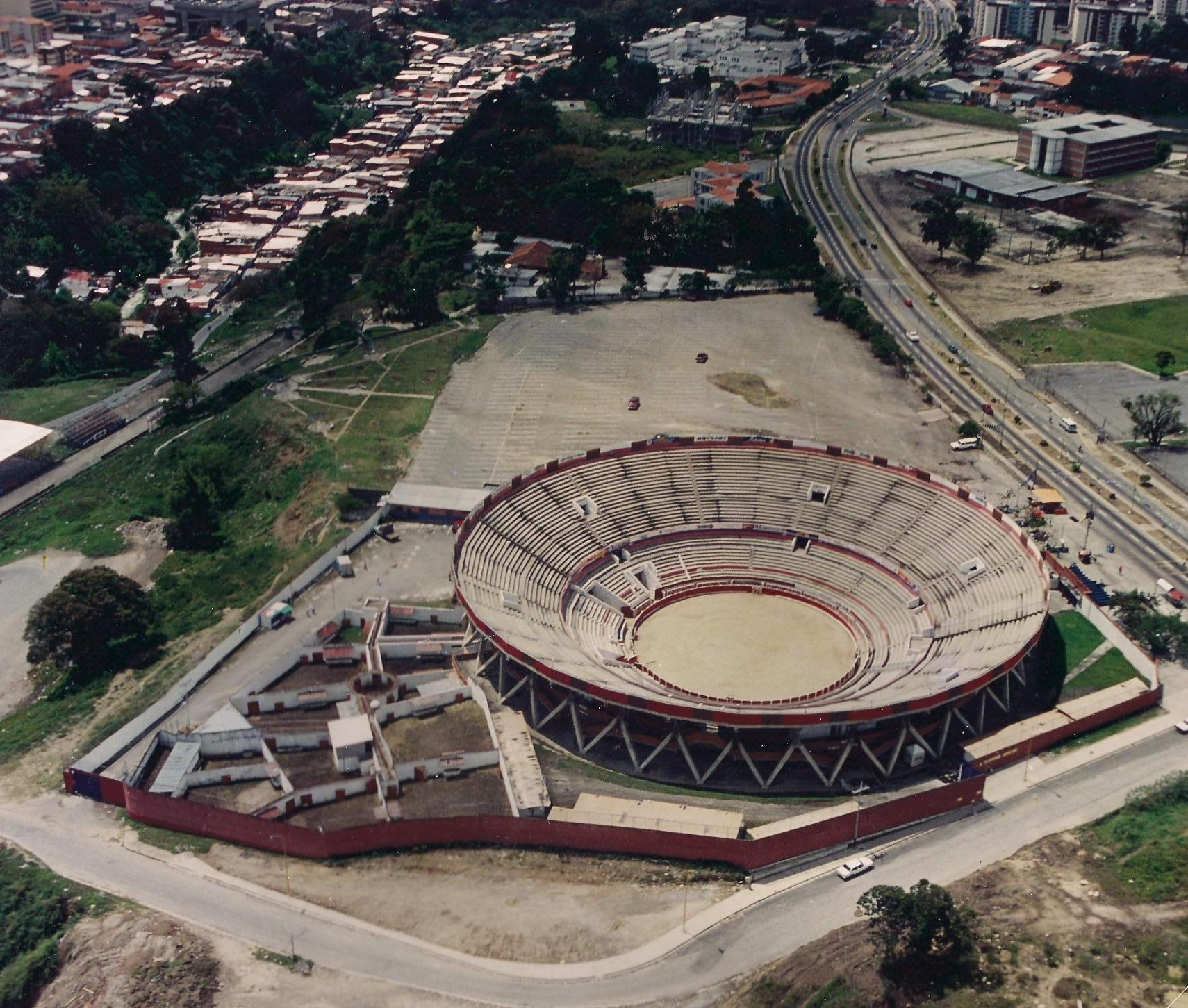
Arènes de Mérida.

## Cuba
« Le cas de Cuba, colonie espagnole jusqu'à la fin du XIXe siècle est presque une caricature. Les corridas n'y furent abolies qu'au début du XXe siècle sous l'occupation des États-Unis. Mais déjà, à cette époque, elles avaient perdu leur enracinement populaire en réaction contre le pouvoir colonial espagnol, toujours plus oppressif. Elles étaient anti-populaires et anti-patriotiques, tandis que le spectacle populaire et patriotique, contre l'Espagne, était le baseball américain, que même Fidel Castro n'a pas essayé de supprimer. Castro a interdit le Coca-Cola à Cuba, mais il s'est bien gardé de toucher au base ball. Lui-même y joue. »

— Antonio Caballero.
L'implantation de la corrida dans la plus grande partie des Antilles a suivi à peu près la même ligne historique que dans les autres pays d'Amériques latine. Implantée entre 1512 et 1515 (date de la première corrida), elle n'a connu qu'un succès relatif, avec un apogée vers la fin du XIXe siècle due à l'arrivée de figuras espagnoles comme Luis Mazzantini le 25 décembre 1886 ou Guerrita l'année suivante. Les corridas furent très suivies de 1890 à 1894 dans les plazas de La Havane, Santiago de Cuba ou Cárdenas. Mais les spectacles taurins disparurent à mesure que les patriotes cubains prenaient le maquis (février 1895). Puis, avec la guerre des États-Unis contre l'Espagne qui se termina par la victoire des premiers, les corridas furent interdites le 10 octobre 1899, par le général John R. Brooke qui prit le commandement de l'île. Interdiction confirmée par le général Leonard Wood, son successeur, le 28 mai 1900.

## Pérou

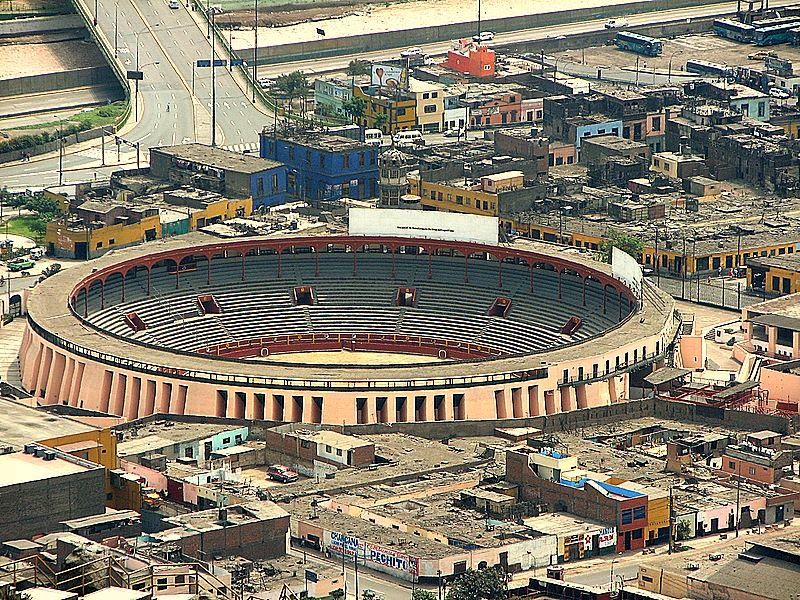
Plaza de Acho, à Lima, Pérou.

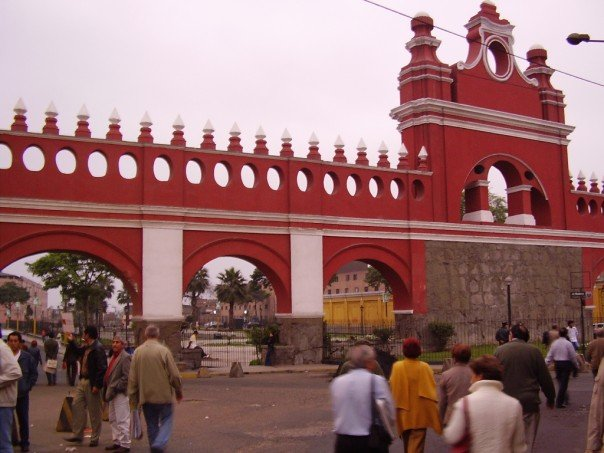
Entrée des arènes d'Acho.

On connaît mal l'histoire de l'implantation de la tauromachie au Pérou. Il paraît vraisemblable qu'elle a suivi à peu près la même « ligne » que son implantation dans les autres pays d'Amérique latine d'influence espagnole.
Selon Gilbert Lacroix, les premiers spectacles taurins auraient eu lieu dans ce pays en 1538. Un musée taurin a d'ailleurs été construit dans les arènes d'Acho en 1962 pour célébrer les 200 ans de la construction de la plaza édifiée en 1762.
En 1993, Bartolomé Bennassar notait : « On peut constater que dans les Andes centrales, même dans les bourgs les plus perdus des sierras péruviennes, le spectacle taurin jouit d'une grande popularité ». Le nombre de nouvelles arènes construites dans des villes de faible importance dans la Région de Huánuco (Andes centrales), énumérées ci-dessous, en sont encore la preuve : 
- Arènes de Baños Huánuco, département de Huánuco inaugurée le 4 mai 2010[39].
- Arène de Rondas, inaugurée le 29 juillet 2010 avec une capacité de 5 000 places[40].
- Une autre arène est en construction à Pachas département de Huánuco, avec une capacité de 10 000 places[41].

Enfin la feria la plus importante dans la région de Huánuco est celle qui se déroule le 28 juillet à l'occasion de la Fiesta Patria  (fête de l'Indépendance du Pérou) dans la ville de Huánuco 
Au Pérou, la tauromachie a inspiré un artisanat très actif sur le thème de la représentation du taureau.
Le taureau a également inspiré des peintres de ce pays, même ceux qui en sont partis comme Albert Lynch, né à Lima en 1851, établi à Paris où il a exposé au salon de 1890, qui a peint plusieurs scènes de genre sur le thème de la corrida, avec « un agencement toujours décoratif, et une élégance très fin de siècle, où apparaissent des femmes un peu rigides » ; ou encore Daniel Hernández (1856-1932), qui est retourné dans son pays après avoir visité la France et surtout l'Espagne.
Les toreros péruviens les plus connus sont « El Sargento » et la rejoneadora Conchita Cintrón. La feria principale se déroule à Lima fin octobre, ou en novembre.
D'autre part, des mesures de protection de la corrida ont été prises le 22 mai 2011 par le tribunal constitutionnel du Pérou : « ...qui a déclaré la corrida « bien culturel immatériel » en précisant, contre les thèses nationalistes qui la nient pour son origine hispanique, qu’elle faisait partie de « la diversité culturelle du Pérou ». Ce classement la met hors de portée de toute initiative législative visant à l’interdire. »

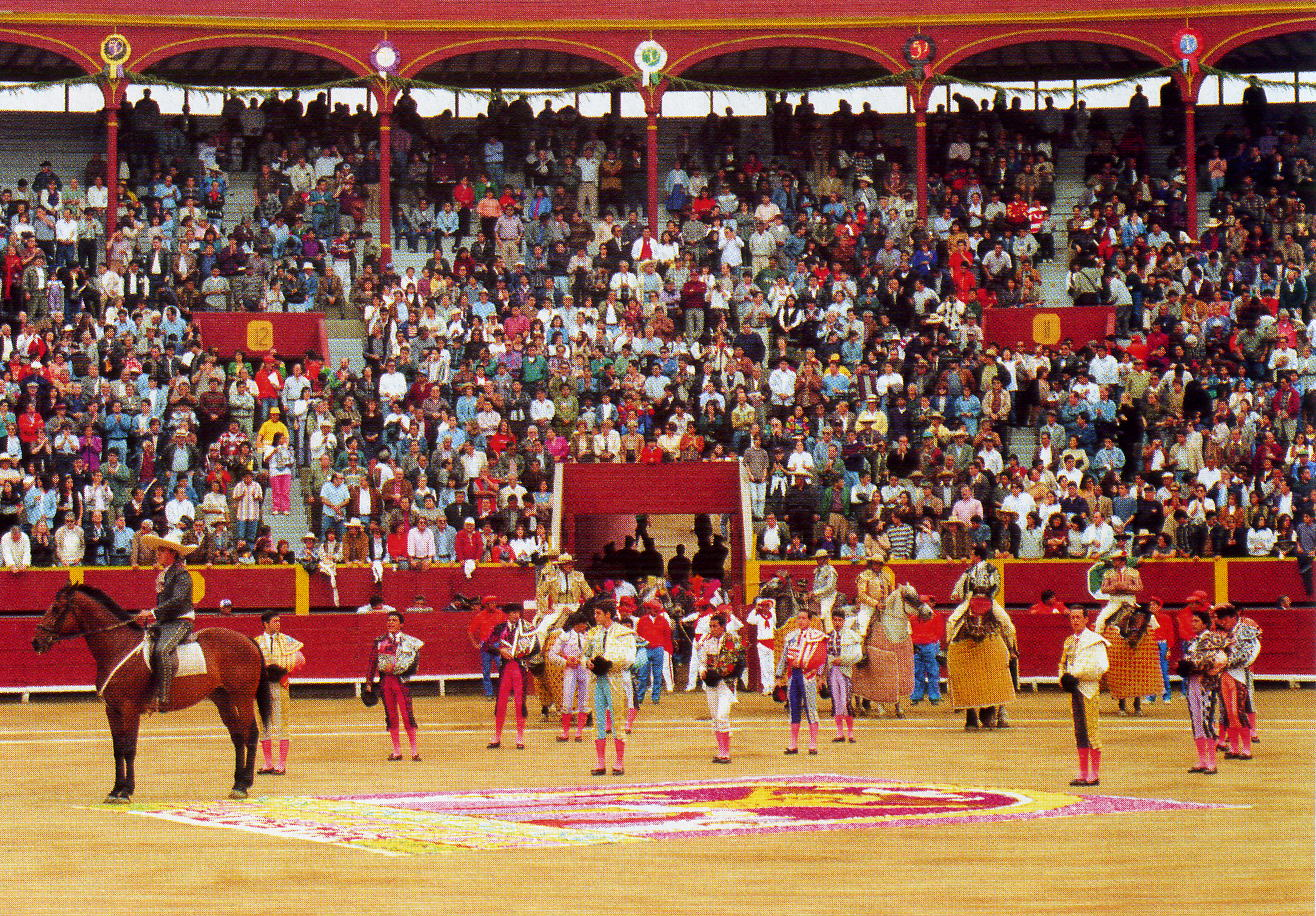
Paseo dans les Arènes de Acho Pérou.

## Colombie

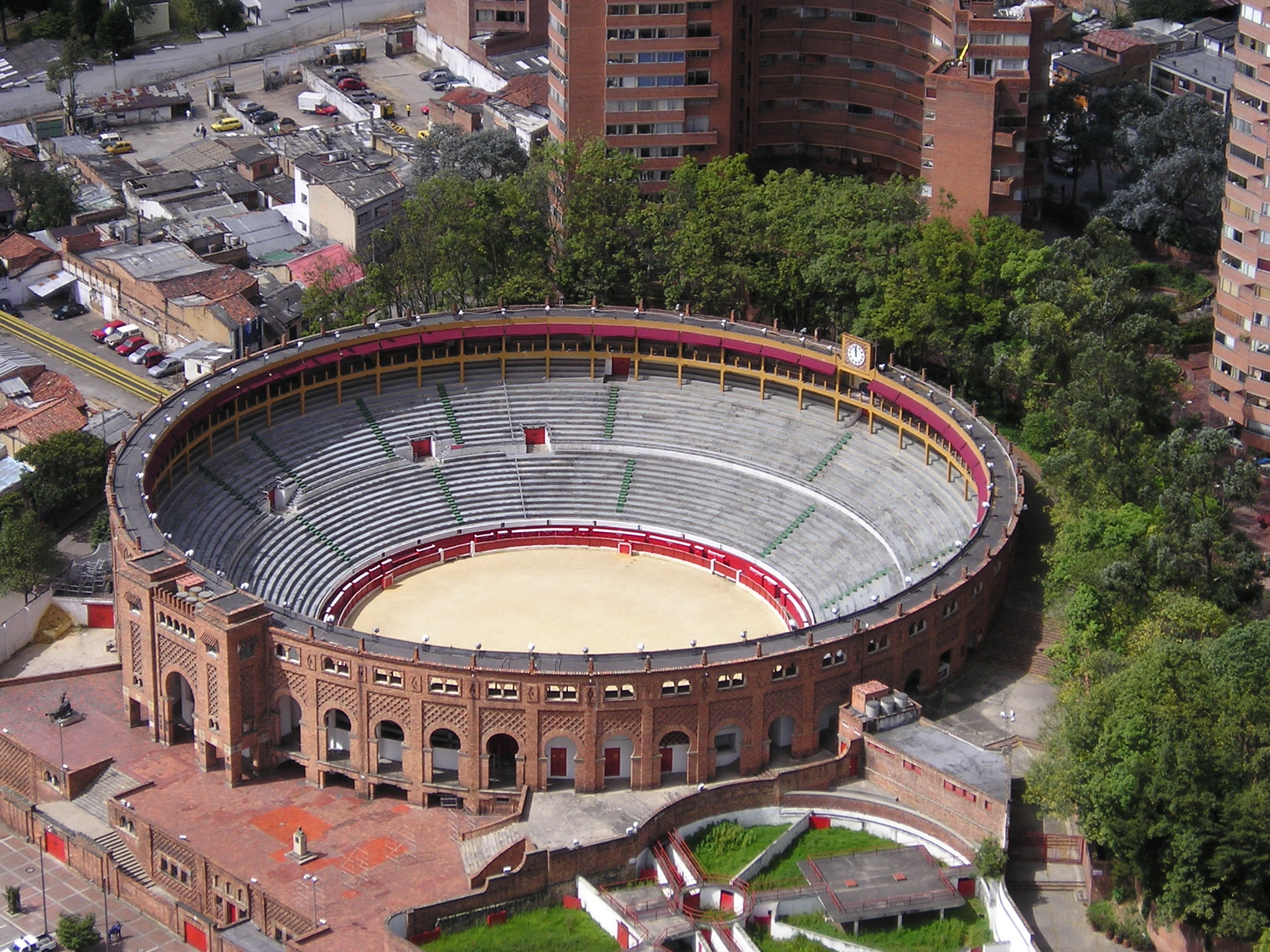
Arènes de Santamaría, à Bogota, Colombie.

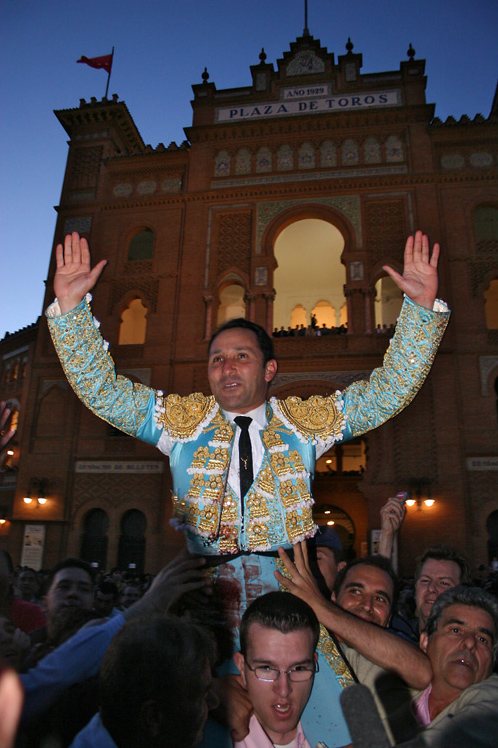
César Rincón sortie a hombros.

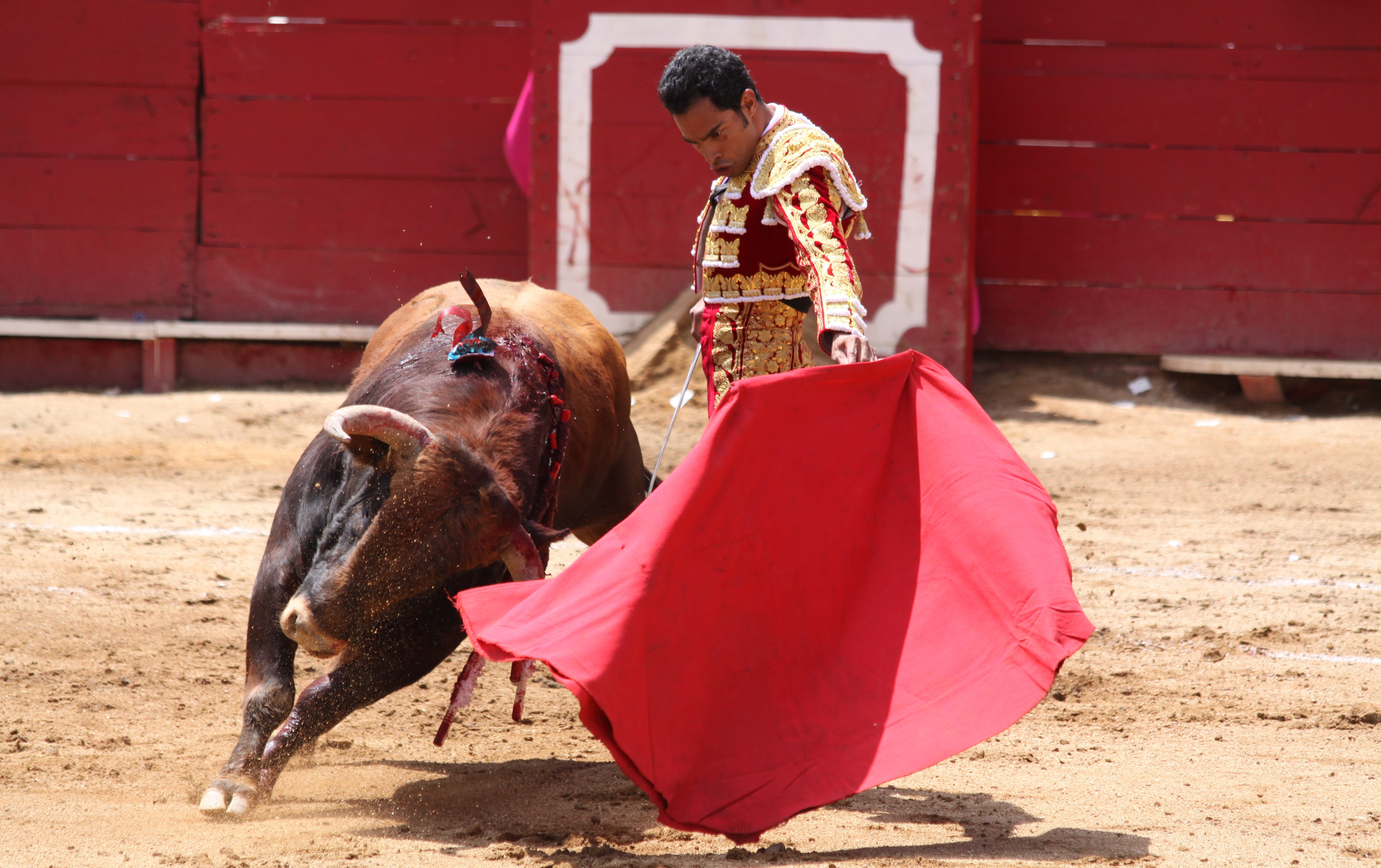
Le matador bolivien Luis Bolívar.

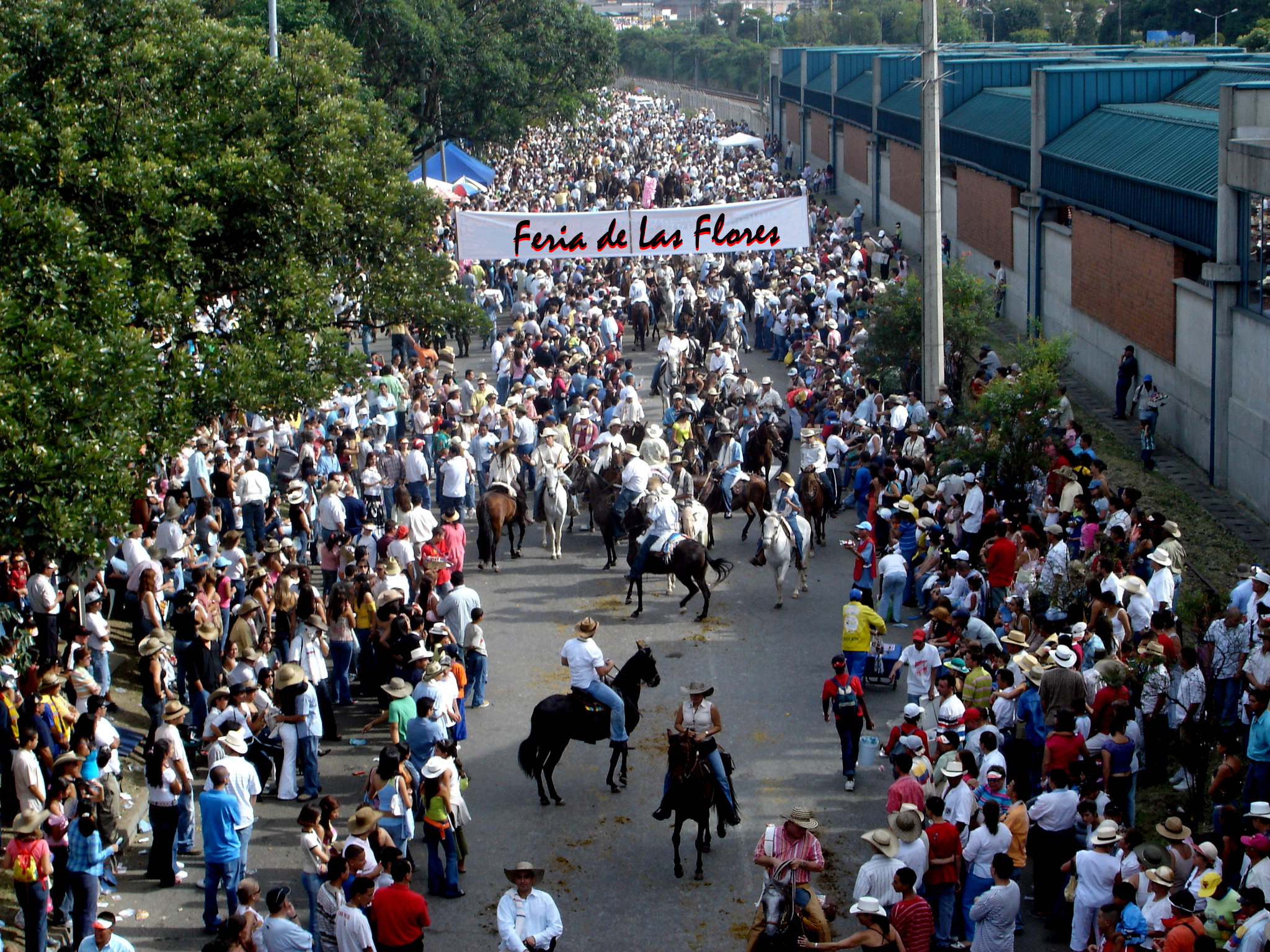
Fête des fleurs à Medellín.

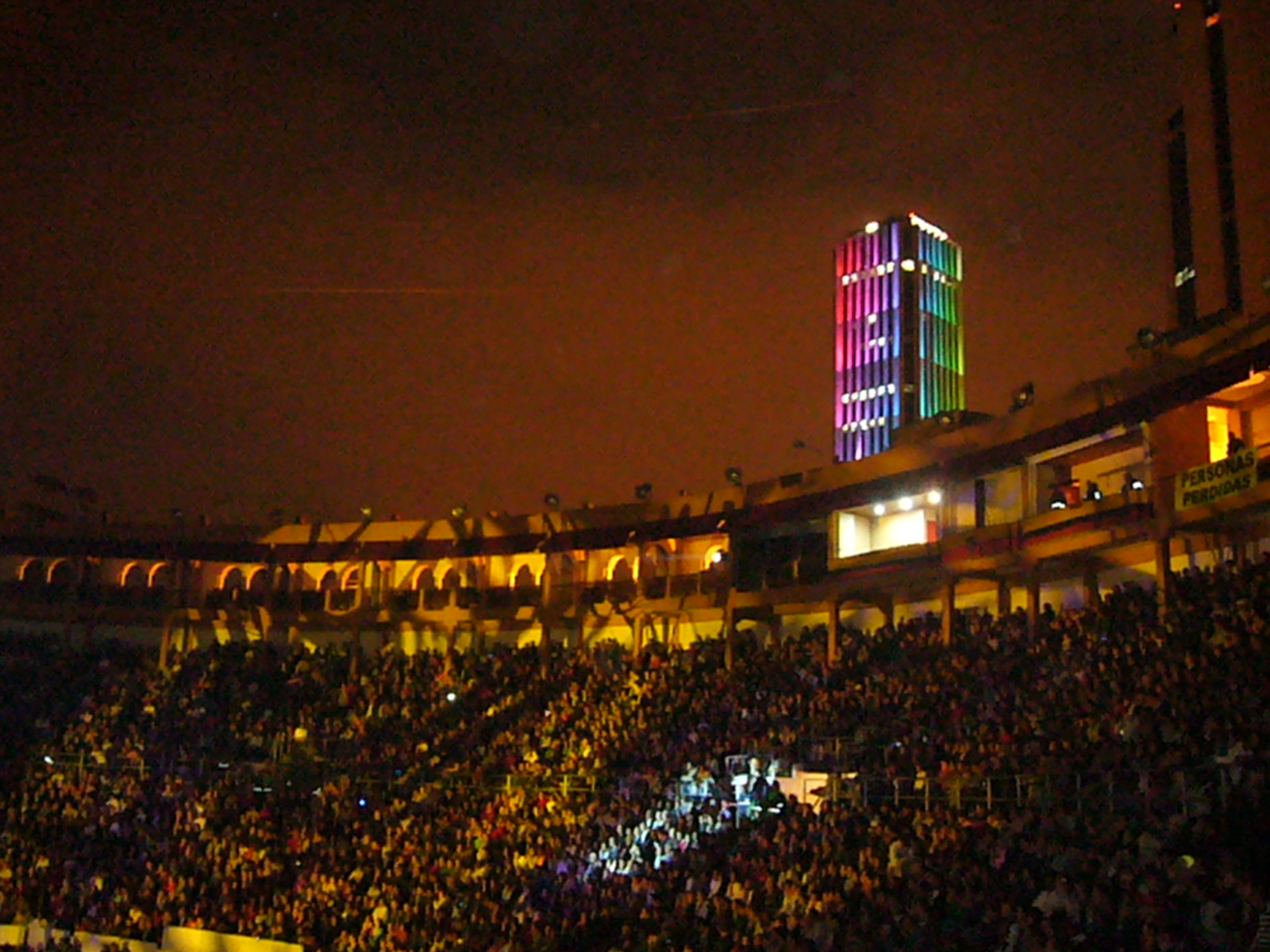
Arène de Bogota la nuit.

La Colombie était un pays de corridas, mais aussi de Corralejas, fêtes populaires au cours desquelles on toréait dans la même arène plusieurs novillos à la fois. C'était une adaptation des très sérieuses corridas espagnoles, dans un pays qui multipliait les fêtes, et les carnavals : carnaval de Carthagène des Indes pour la chandeleur, carnaval des fleurs à Medellín.
Puis, après de nombreuses années de débats, toutes les formes de corrida sont finalement abolies le 28 mai 2024 par la chambre des représentants colombienne. Promulguée le 22 juillet suivant, la loi doit s'appliquer à partir de 2027, avec durant la période transitoire la garantie d'emplois alternatifs pour les personnes qui dépendent directement ou indirectement de la tauromachie.

### Les correlajas
Les correlajas sont plus rurales et plus festives que les corridas, mais elles sont aussi plus dangereuses car elles ramènent aux Jeux taurins des villageois en Europe (« capeas »). Il n'est pas rare de voir des gens piétinés, encornés, voire tués. Les banderilleros risquent beaucoup pour planter leurs banderilles, opérant souvent en couple, homme et femme, allant parfois dans les gradins, quémander un billet pour leurs exploits auprès du tout puissant éleveur.
La fête peut durer trois ou quatre jours avec une quarantaine de taureaux lâchés dans l'après-midi. Les picadors font aussi partie du spectacle. Ils harcèlent l'animal avec leurs piques au sortir du toril. Les corralajas semblent s'être développées aux alentours de 1850, selon les récits de Luis Striffler qui parcourut la région en tant que membre d'une commission scientifique.

### Corridas
Elles sont particulièrement impressionnantes grâce à la race de bétail utilisé dans les grandes arènes. Issus de l'élevage du marquis de Valdehoyos, les animaux sont un mélange de taureaux sauvages du nord de la Colombie, croisés avec des taureaux importés d'Éthiopie. Les taureaux sauvages du nord de la Colombie sont eux-mêmes issus d'un croisement entre des bêtes de race zébu et holstein. On les appelle criollos.

Selon Fernando Botero, qui a vécu une douloureuse expérience dans une école de tauromachie : 

« il n'y avait pas beaucoup d'options pour se sortir de la pauvreté en Colombie. Les jeunes pouvaient devenir boxeur, footballeur ou encore matador. »

À Medellín, son premier contact avec les taureaux de lidia se fait sur instance de son oncle qui l'inscrit dans une école de tauromachie. Cet univers l'effraie, mais va l'inspirer par la suite : ses premiers dessins et peintures auront pour thème la corrida, en particulier dans les années1980.
Les matadors les plus célèbres dans ce pays comme en Europe sont César Rincón, Pepe Cáceres, Luis Bolívar, la vedette étant sans conteste Rincón qui a su réveiller une Europe endormie en affrontant des taureaux durs dont il a réussi à tirer de splendides faenas, alors que les matadors européens « expédiaient » souvent ce genre d'animal le plus rapidement possible. Il a entraîné derrière lui une génération de toreros courageux comme Enrique Ponce.
Les ferias les plus importantes se déroulent à Carthagène des Indes à la mi-janvier, à Manizales vers le 13 janvier, à Cali fin décembre - début janvier.

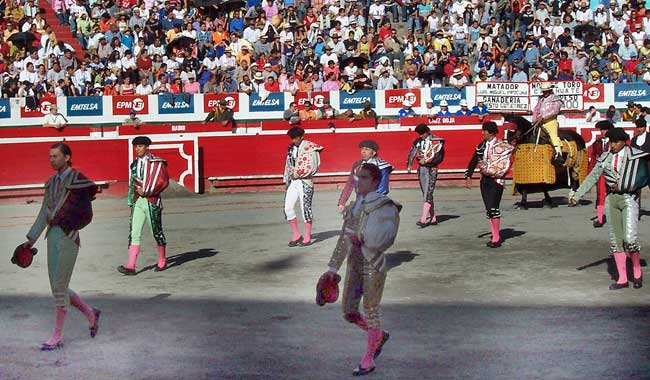
Feria de Manizales, Colombie : le paseo.

.

### Une abolition après des années de débats
En juillet 2010, le journal El Mundo América signalait que « la Cour constitutionnelle [de Colombie] analysait une demande contre une règle excluant plusieurs spectacles taurins de la liste des traitements cruels à l'égard des animaux » (« La Corte Constitucional analiza una demanda contra una norma que excluye varios espectáculos taurinos de la lista de tratos crueles contra los animales »).
La cour a finalement repoussé cette remise en cause de la constitutionnalité de l'article 7 de la loi de 1989, qui crée une exception en faveur de la corrida, dans le dispositif de protection des animaux contre la maltraitance. La décision de la Cour s'accompagne cependant de cinq restrictions à son application,,. Le vice-président de la Cour constitutionnelle, Juan Carlos Henao, a admis que l'objectif était d'envoyer un message à la société pour qu'elle s'efforce d'éliminer la célébration de ce genre d'évènements, tout en reconnaissant « que le principe de diversité culturelle prévaut et oblige à maintenir une exception établie dans la loi ».
Selon les termes du président de la cour constitutionnelle, Humberto Sierra Porto, rapportés par un journal équatorien, « la corrida est une tradition enracinée et respectable.»
Ce même journal équatorien annonce le 5 septembre 2010 « les corridas de toro ont été déclarées conformes à la constitution. », tout en soulignant que  la corrida ne sera autorisée que dans les territoires où elle est une « tradition prouvée et ininterrompue ».
En outre, le journal El Mundo América rappelle que le 22 novembre 2005, la cour avait débouté une plaignante qui, au nom de la défense des droits des animaux, demandait que les articles de la loi présentant les spectacles taurins comme une expression artistique de l'être humain, soient déclarés inconstitutionnels et qu'on ferme les écoles taurines. La cour avait repoussé les arguments de la plaignante en déclarant constitutionnelle la fiesta brava en considérant le spectacle taurin comme « patrimoine intangible »,.
Cependant, le 10 juin 2020, le Conseil [municipal] de Bogota interdit de blesser ou tuer les taureaux à la corrida. Cette décision interdit de fait la plupart des formes de corridas dans la capitale colombienne.
Le 28 mai 2024, avec 93 voix pour et deux voix contre, la chambre des représentants colombienne finit par approuver le quatorzième projet de loi visant à abolir la corrida dans l'ensemble du pays, après 7 années d'intenses débats. Connue sous le nom de « No más Olé » (plus de « Olé »), la loi est promulguée le 22 juillet suivant par le président Gustavo Petro, et doit s'appliquer à partir de 2027. Selon ce dernier, « si nous nous amusons à tuer l’animal, alors nous nous amuserons à tuer des êtres humains ». Pendant cette période « transitoire », l’Etat s'engage à garantir des emplois alternatifs aux personnes qui dépendent directement ou indirectement de la tauromachie, et à adapter les arènes du pays pour des activités sportives et culturelles. Cette abolition s'est accompagnée du déboulonnage de la statue du matador César Rincón.

## Équateur
Les premiers taureaux de race navarraise ont été importés dès le XVIe siècle par les jésuites. Les élevages étaient alors composés de vaches créoles peu aptes à la corrida classique. Ce n'est que dans les années 1970 que les ganaderos équatoriens ont pu constituer des élevages de toros bravos en important du bétail de l'encastes Vistahermosa et de la ganadería Juan Pedro Domecq.
Les ferias les plus importantes sont Quito (Jesús del Gran Poder), qui se tient dans la semaine du 15 novembre, dans des arènes qui comptent entre 15 000 et 20 000 places, et Guayaquil (15 000 places). Les plus modestes se tiennent dans les arènes de Ambato (11 000 places), Riobamba (11 000 places,), Cuenca (8 000 places), Ibarra, en tout 22 arènes.

## Autres pays de tradition taurine
Panamá

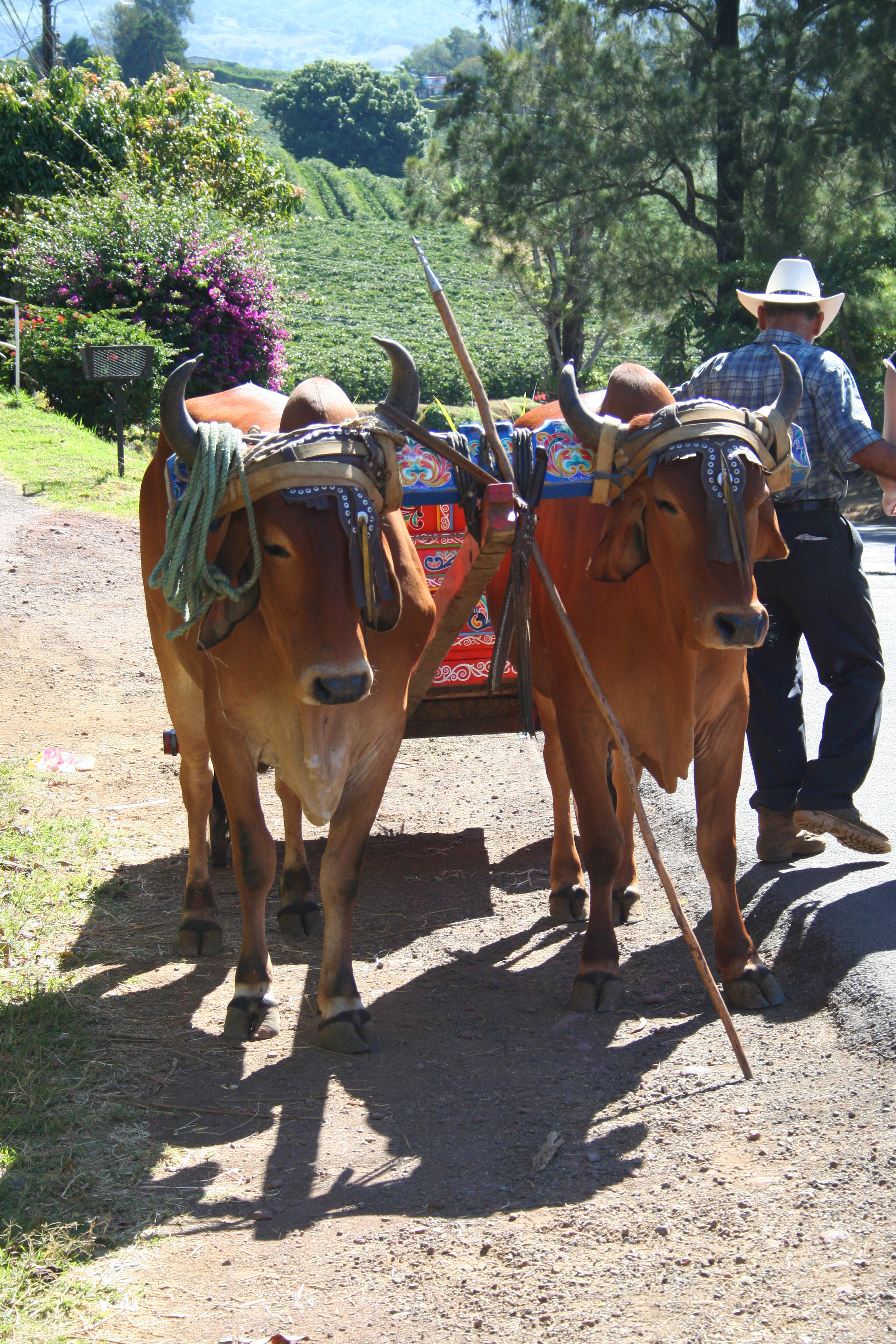
zébus du Costa Rica utilisés pour les « moñaroha de toro » au Paraguay.

Ce pays n'a jamais abandonné la corrida qui a toujours été un évènement fort prisé, tout comme en Colombie dont il faisait partie jusqu'en 1903. L'activité taurine a subi des hauts et de bas liés aux soubresauts historiques et économiques du pays. Elle connait un renouveau, avec des nombreux spectacles taurins. De petites arènes ont été inaugurées en mars 2009 à David dans la province de Chiriqui.
Costa Rica

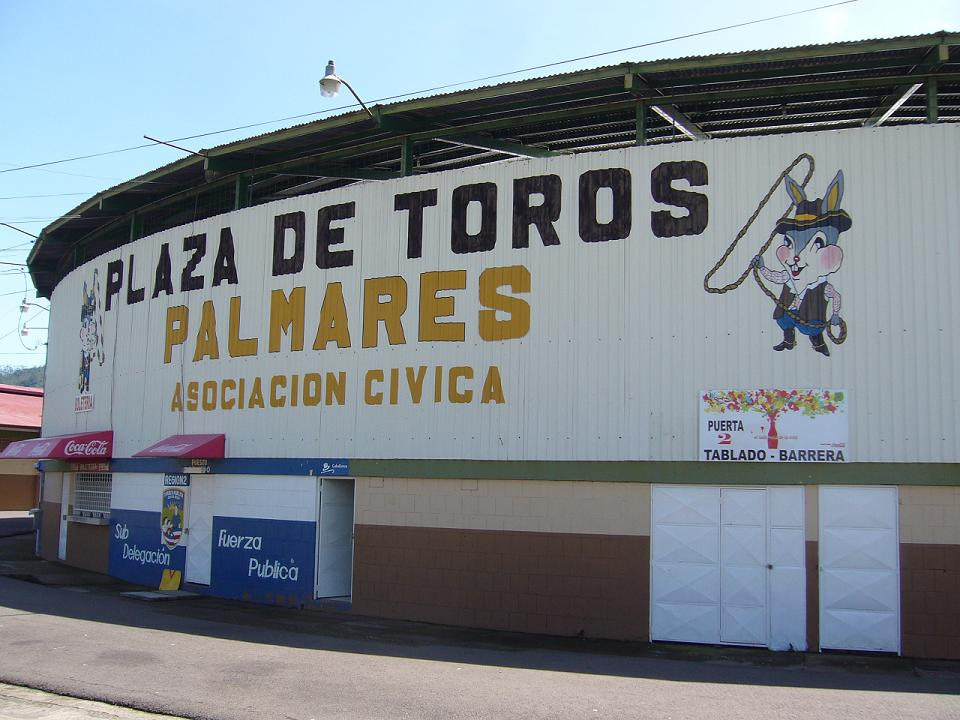
Arène de la ville de Palmares Costa Rica

La corrida fait partie des fêtes dans ce pays, la plus importante manifestation tauromachique ayant lieu en mars à San José de Costa Rica et à Nicoya (Fête de la Yeguita) en décembre. Cette dernière comprend des processions, corridas, feux d’artifice, concerts, ainsi que des rodéos et des courses de chevaux.
Nicaragua
Au Nicaragua, comme dans beaucoup de petits pays d'Amérique latine, la tauromachie désigne l'ensemble des jeux ou s'affrontent l'homme et le taureau. On y pratique surtout les Monta de toros et les rodeo au cours desquels l'animal n'est pas mis à mort. la corrida à l'espagnole n'ayant jamais été réellement pratiquée 
Les traces les plus célèbres de tradition taurine sont la fiesta du taureau et du cheval à San Pedro de Lóvago (département de Chontales) où sont organisés des sortes de rodeos  au cours desquels les cavaliers chevauchent les taureaux. Ces rodeos taurins portent le nom de « corridas de toros ».
Guatemala
On sait qu'il existe des spectacles taurins, avec des bêtes croisées avec des zébus. Mais on a peu de précisions sur la nature de ces spectacles,. S'agit-il de « correlajas » ou de vraies corridas ? 
Bolivie
Les fêtes du taureau se font sous forme de corridas amateur à El Alto, et à Tiquina en octobre. De vraies corridas ont lieu à Santissima Trinidad pour le festival de la Sainte Trinité, des parodies de fête du taureau ont lieu dans le village de Vinto dans l'Altiplano, et la feria de Mizque, dans la province de Cochabamba est une des plus importantes.
Des courses de taureaux populaires sont également  pratiquées dans l'état de Santa Catarina sous des formes diverses dans le département de Bení en Amazonie bolivienne
Paraguay
Il reste des traces corridas de taureaux adaptées par les Guaraní. À Paraguarí, il y a encore une arène où ont lieu des « moñaroha de toro » (langue Guaraní) pour la fête patronale de Saint-Thomas, au milieu d'autres réjouissances : musique, danses, processions religieuses. Le bétail est constitué de zébus, les corridas étant plus proches des correlajas ou des courses landaises l'animal n'est pas mis à mort. Les zébus sont souvent toréés par trois ou quatre, avec plusieurs toreros amateurs. Il existe des « moñaroha de toro »  dans plusieurs petites villes, avec des arènes rudimentaires (barrières de bois dressées pour l'occasion), notamment à Nueva Londra.
Brésil

Belém Brésil

Florianópolis Brésil

Bien que la tradition taurine soit considérée comme assez faible, son histoire remonte à la conquête portugaise, sa pratique étant due à l'importation du bétail (chevaux, taureaux) par les colonisateurs. Interdites à partir de 1924, les corridas ont subsisté dans ce pays jusqu'en 1960. Les spectacles brésiliens portaient le nom mixte (portugais-espagnol) de « Temporadas de Touradas Tipicas Espanholas » (saison de touradas typiques espagnoles), le dernier du genre a eu lieu à Belém de Pará avec notamment le torero espagnol Juan Bravo.
Une autre forme de jeu taurin se poursuit dans la clandestinité malgré une interdiction de 1997 :  les « farras de bois », d'origine açorienne qui « consistent à lâcher un taureau, jouer avec lui, le harceler jusqu'à épuisement, dans certains cas jusqu'à la mort pour ensuite répartir la viande entre les participants. Cette pratique est officiellement interdite, mais continue de se dérouler dans une semi-clandestinité, l'intervention des forces de l'ordre pour l'empêcher n'étant pas toujours efficace . ». Les farras ont lieu principalement sur le littoral de l'état de Santa Catarina, sur l'Île de Santa Catarina et à  Florianopolis.